# Микрокоми
Микрокоми је насељено место у општини Бешичко Језеро у периферији Средишња Македонија, Грчка. Према попису из 2021. године био је 51 становник.
Према бугарском географу и историчару, Василу Канчову, у Микрокомију је 1900. године живело 150 Турака. 
После Првог светског рата у селу је остало само 27 житеља. Двадесетих година 20. века насељене су грчке избегличке породице, којих је на попису из 1928. године било 177. Село се раније звало Ђулџук Махала.